# Чашницький район
Чашницький район (біл. Чашніцкі раён) — адміністративне утворення на півдні Вітебської області Білорусі. Адміністративний центр — місто Чашники.

## Географія
Територія 1481,12 км² (17-е місце серед районів), населення становить  	35,043 тис. осіб (2009).
Основні річки — Улла, Лукомка, Усвейка, Свєчанка. Основні озера — Лукомльське, Жеринське, Ямне, Черейське, Стержень.

## Адміністративний поділ
Чашницький район ділиться на 8 сільських рад:
- Антопольську
- Іванську
- Краснолуцьку
- Круглицьку
- Лукомльську
- Новозорянську
- Ольшанську
- Проземлянську

Ліквідовані ради на території району:
- Латиголіцька (1965—2004)
- Октябрська (?—2004)
- Почаєвицька (1924-2004)
- Черейська (1931—2004)

## Історія
Район утворений у 17 липня 1924 року. 8 квітня 2004 року були ліквідовані Октябрська селищна рада, та 3 сільради: Латиголіцька, Почаєвицька, Черейська.

## Транспорт
Районом проходять: залізниця Орша — Лепель, а також автодороги на Вітебськ та Мінськ.

## Визначні пам'ятки
- Церква в Чашниках
- Воскресенська церква в Новолукомлі
- Єврейські цвинтарі в Чашниках та Череї.

## Персоналії
В районі народилися:
- Тяпинський Василь Миколайович — білоруський освітній діяч, письменник, друкар (село Тяпино).
- Оскар Мілош (1877-1939) - французький поет та литовський дипломат (містечко Черея).